# Heinrich Zurbriggen
Heinrich Zurbriggen (* 1918 in Saas-Fee; † 24. Januar 1982 in Brig-Glis) war ein Schweizer Offizier, Skisportler und Hotelier.
Heinrich Zurbriggen war bei den Olympischen Winterspielen 1948 mit der Schweizer Mannschaft unter dem Kommando seines Bruders Robert Goldmedaillengewinner im Militärpatrouillenlauf, gemeinsam mit dem ebenfalls aus Saas-Fee stammenden Arnold Andenmatten und dem aus Grimentz stammenden Vital Vouardoux, der kurzfristig als Ersatz für den erkrankten Walter Imseng in die Mannschaft gekommen war. Zurbriggen war Sohn einer Hoteliersfamilie, er war verheiratet und hatte einen Sohn († 1946) und zwei Töchter. Wie sein Vater wurde er Hotelier und kaufte 1954 das Hotel Bellevue in Saas-Fee, das er ausbaute und als Walliserhof zu einem der führenden Hotels des Ortes machte.